# Sergio Rodríguez
Sergio Rodríguez Gómez (Santa Cruz de Tenerife, 12 de junho de 1986) é um basquetebolista espanhol que atua como armador. Atualmente joga na Liga VTB e EuroLiga pelo CSKA Moscou.

## Biografia

### Primeiros anos
Sergio Rodríguez filho de Sergio e Puchi, casal que havia jogado basquete na juventude e que eram grandes entusiastas da modalidade. Ainda bem pequeno com um ou dois anos já brincava na cesta que havia em casa e sempre desejava adquirir produtos ligados ao esporte, como bolas, tênis e camisetas de basquetebol.
Nasceu em Santa Cruz de Tenerife, mas passou toda sua infância e adolescência na cidade vizinha de San Cristóbal de La Laguna, onde é cidadão.
Entre os 10 e 14 anos, jogou no "La Salle Unelco" e segundo seu treinador "Pepe Luque", a devoção de Sergio pelo esporte era tamanha que se um dia ele não jogasse, era como se não tivesse completo e faltava algo. Seus pais e o próprio Sergio admitiram a "dependência" dele de jogar todos os dias.
Até os oito anos não conseguiu incorporar-se a nenhum clube e chegou a treinar futebol e outros esportes, seu primeiro clube foi o La Salle e após os 14 anos integrou o Siglo XXI Pais Basco, que é considerado um paraíso para jovens jogadores onde adquiriu experiência que o levou para o tradicional Estudiantes de Madrid.

### Estudiantes
Aos 17 anos saiu do País Basco rumo à capital espanhola para entrar nas categorias de base do Adecco Estudiantes onde segundo Sergio pode apaziguar suas ansiedades de jogar: "O Ramiro é impressionante, nos intervalos todo mundo joga, existem várias quadras e é surpreendente como se integram entre as partidas."
No Estudiantes Sergio disputou na temporada 2003-04 a Liga EBA (4ª divisão espanhola) fazendo parte do elenco B. Onde anotou 335 pontos em 25 partidas, o que o credenciou a jogar uma partida na Liga ACB.
Na temporada seguinte foi eleito o jogador revelação da Liga ACB após tornar-se efetivo na equipe do Estudiantes que disputou a Liga. No mesmo ano integrou a Seleção Espanhola Sub 18 que foi campeã do Campeonato Europeu de 2004 disputado em Saragoça que consagrou-o como MVP da competição e ao quinteto ideal. Ainda em 2004 participou do "Nike Hoop Summit" congregando jovens talentos estadunidenses e do "resto do mundo".
Em junho de 2006 no Draft da NBA Sergio Rodríguez foi o único espanhol dentre os 47 inscritos para a loteria do Draft. Sergio foi escolhido na 1ª Rodada como 27ª escolha pelo Phoenix Suns que na mesma noite o negociou com o Portland Trail Blazers.

### Portland Trail Blazers

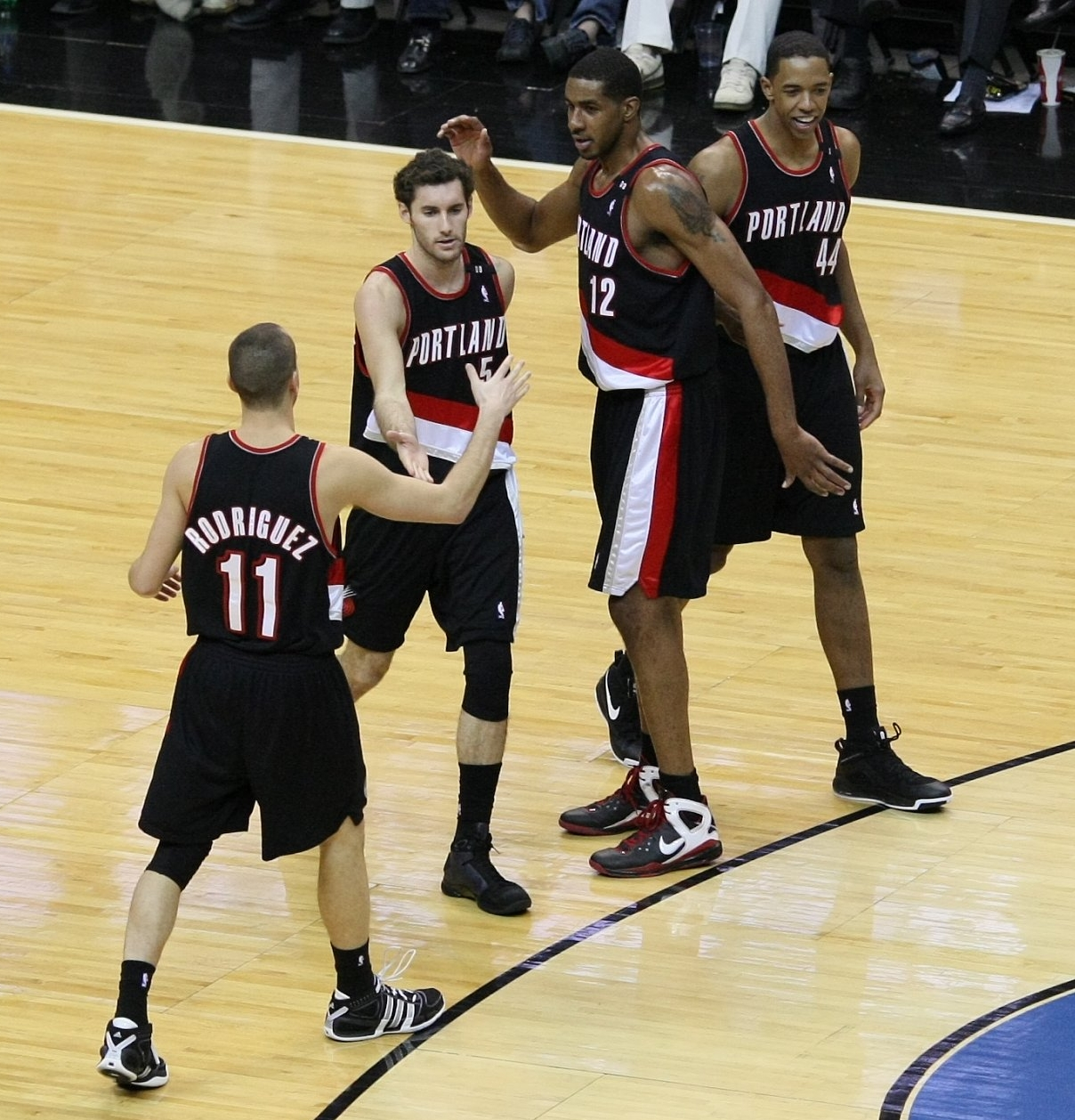
Antes de uma partida dos Trail Blazer ao lado do também espanhol Rudy Fernández.

Após três temporadas na equipe principal do Estudiantes, Sergio Rodríguez junto com a geração de ouro do basquetebol espanhol formada por Pau Gasol, Jorge Garbajosa e Rudy Fernández conquistaram o título mundial no Japão em 2006 que acarretou numa debandada de jogadores espanhóis e outros estrangeiros oriundos da Liga ACB nos Drafts. Após um período de treinamentos nos Estados Unidos e a Copa do Mundo ingressou na equipe do Oregon onde permaneceu por três temporadas, disputando 219 jogos com médias de 3,6 pontos por partida, 2,9 assistências por jogo e 1,3 rebotes por jogo. Em 2008-09 disputou os "playoffs" com os Trail Blazers na série perdida para o Houston Rockets por 4-2.

### Sacramento Kings
Em 25 de junho de 2009 foi negociado juntamente com Jon Brockman com o Sacramento Kings em troca de Jeff Ayres. Na franquia californiana disputou 39 jogos, nenhum iniciado como titular, com médias de 6.0 pontos por partida, 3.1 assistências e 1.3 rebotes por partida.

### New York Knicks
No meio da temporada 2009-10 acabou negociado com o New York Knicks onde Sergio teve mais tempo em quadra (19,7 minutos por partida) e iniciou oito partidas no quinteto titular. Nos Knicks disputou 27 partidas e anotou 7,4 pontos por jogo, 3,4 assistências por jogo e 1,4 rebotes por jogo.

### Real Madrid Baloncesto
Em julho de 2010 após quatro anos de experiência na NBA, Sergio Rodríguez acertou por três anos com a equipe merengue na expectativa de buscar o título europeu que não vinha para Madri desde 1995. A passagem mais vitoriosa por um clube desde que tornou-se profissional, iniciou com a batuta do emblemático treinador italiano Ettore Messina e ao lado experiente armador argentino Pablo Prigioni.
Jogando no Real Madrid, Sergio conquistou títulos de magnitude nacional (2 Ligas ACB, 3 Copas do Rei e 3 Supercopas da Espanha), continental (1 Euroliga) e mundial (1 Mundial Interclubes).

## Títulos e Premiações

### Clubes

#### Adecco Estudiantes
- Vice-campeão da Liga ACB (2003-04)

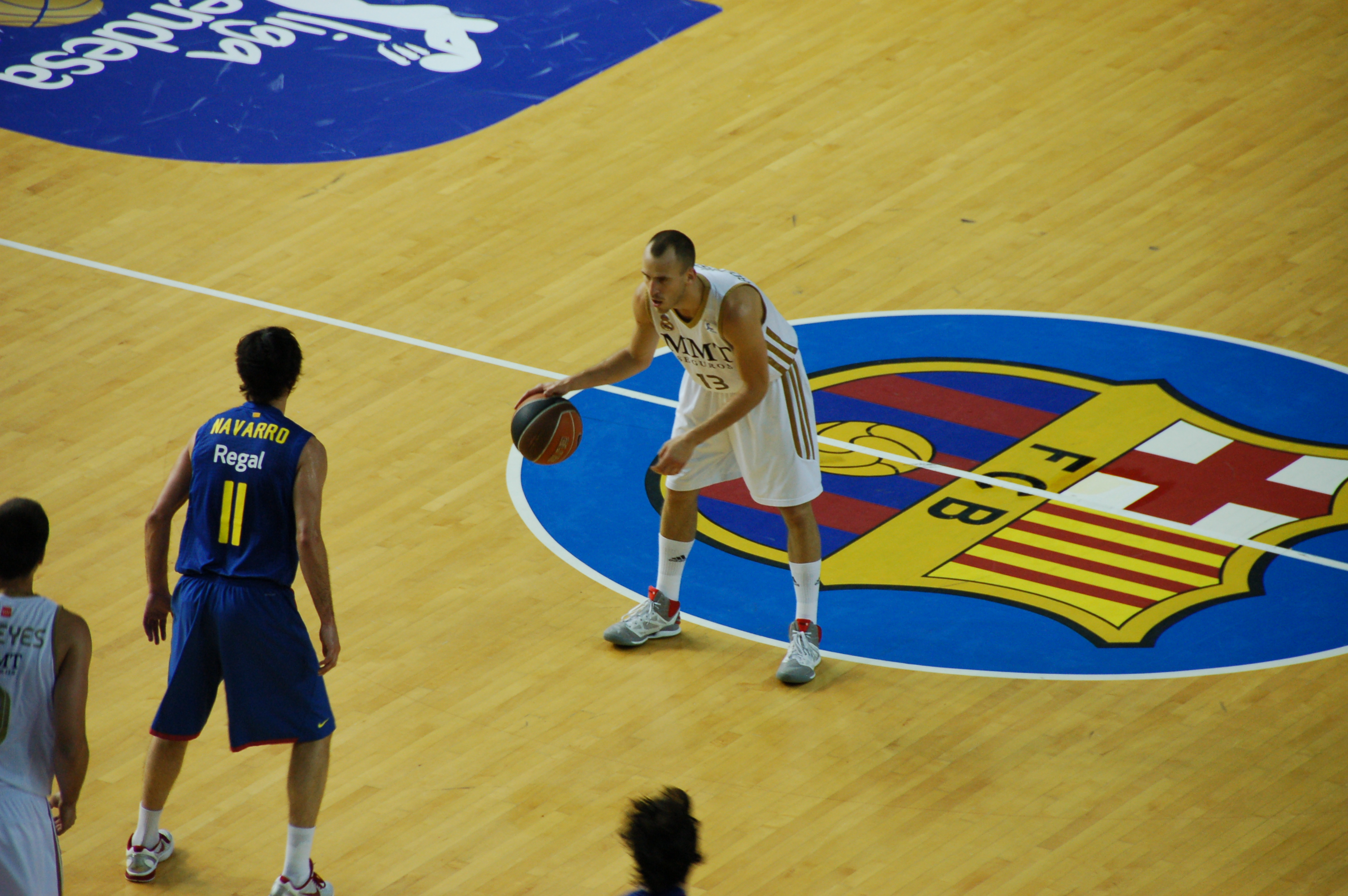
Rodríguez encarando marcação do rival Juan Carlos Navarro do FC Barcelona.

#### Portland Trail Blazers
- Disputou a primeira série de Play-offs na temporada 2008-2009

#### Real Madrid Baloncesto
- Campeão da Euroliga (2014-15)
  - Vice-campeão da Euroliga 2012-13 e 2013-14
- Campeão da Copa Intercontinental de 2015
- Campeão da Liga ACB (2012-13, 2014-15)
  - Vice-campeão da Liga ACB (2011-12 e 2013-14)
- Campeão da Copa do Rei (2011-12, 2013-14 e 2014-15)
  - Campeão da Copa do Rei (2010-11)
- Campeão da Supercopa Endesa (2012-13, 2013-14 e 2014-15)

### Seleção Espanhola
- Campeão europeu sub-20 (Saragoça 2004)
  - Bronze no Torneio Amistoso de Manhein Sub 20 (2004)
- Campeão mundial (2006)
- Medalha de bronze no EuroBasket 2007 e 2013
- Medalha de ouro no EuroBasket 2015
- Medalha de prata nos Jogos Olímpicos de Verão de 2012

### Pessoal
- MVP do Campeonato Europeu Sub 20
  - Nomeado ao quinteto ideal do Campeonato Europeu Sub 20
- Jogador Revelação da Liga ACB
- "Gigante Sexto Homem" em 2012
- Membro do Quinteto Ideal da Liga ACB (2012-13, 2013-14
- Jogador mais espetacular KIA 2013-14
- Prêmio Bifrutas de melhor assistente 2013-14